# Бак, Тимоти
Тим Бак (англ. Timothy Buck; 6 января 1891, Бекклес, Великобритания — 11 марта 1973) — деятель коммунистического и рабочего движения Канады, один из основателей Коммунистической партии Канады.

## Биография
Тим родился 6 января 1891 года в городе Бекклес, Великобритании. В 1910 эмигрировал в Канаду. В 1910—1920 работал слесарем, рабочим железнодорожных мастерских, мастером в различных городах США и Канады. Принимал участие в рабочих выступлениях в Торонто. В 1921—1929 секретарь Лиги профсоюзного единства Канады. В июне 1921 один из организаторов Коммунистической партии Канады (КПК).
Выдвинулся на руководящие роли в партии после устранения из её рядов вначале сторонников Льва Троцкого, а затем — Николая Бухарина. Сам Тим Бак был сторонником Иосифа Сталина. После того, как в оппозиционных настроениях обвинили первого председателя партии Джека Макдональдса, Бак возглавил КПК. В июне 1929 — январе 1962 генеральный секретарь партии (в 1943—1959 году называвшейся Рабочей прогрессивной партией Канады).
Тим Бак неоднократно подвергался арестам и тюремному заключению. С началом Великой депрессии консервативное правительство Ричарда Бедфорда Беннета ужесточило преследование левого и рабочего движения. 11 августа 1931 штаб-квартира Компартии в Торонто была разгромлена, а Бак и несколько его коллег были арестованы и обвинены в антиправительственной агитации и подготовке вооружённого выступления. В ноябре 1931 Бак предстал перед судом и был приговорён к принудительным работам.
В 1932—1934 Тим Бак находился в исправительно-трудовой колонии Кингстона, где в 1933 году была предпринята попытка его убийства в ходе тюремного бунта. В то время как Бак находился в своей камере, не принимая участия в завязавшейся в коридоре драке, через окно были произведены восемь выстрелов, которые лишь чудом не задели заключённого коммуниста. Министру юстиции Канады Хью Гатри в своём выступлении в канадской Палате Общин пришлось признать, что такая попытка была действительно предпринята, но «лишь» для того, чтобы «припугнуть» лидера коммунистов. Общественная кампания привела к освобождению Бака из тюрьмы. Показания Бака имели решающее влияние на реформу пенитенциарной системы Канады, а сам лидер коммунистов стал героем борьбы за гражданские права.
В 1935—1943 член Исполкома Коминтерна. С января 1962 председатель КПК. В отличие от предыдущего поста генсека, это была скорее церемониальная должность, поскольку Бак лишился возможности влиять на партийные дела. В 1977 году были опубликованы посмертные мемуары Бака (Yours in the Struggle: Reminiscences of Tim Buck), основанные на его интервью Канадской радиовещательной корпорации. В этой книге Бак критикует Никиту Хрущёва и защищает своего кумира — Иосифа Сталина.
Бак шесть раз выставлял свою кандидатуру на выборах в Палату общин, но мажоритарная система ни разу не позволила ему попасть в канадский парламент. На федеральных выборах 1935 он получил 25 % голосов в северном Виннипеге, уступив кандидату левоцентристской Федерации кооперативного содружества (будущей Новой демократической партии) А. А. Хипсу и заняв третье место. На выборах 1945 и 1949 Бак получал соответственно 26 % и 21 %, оба раза обойдя кандидатов от ФКС. На последующих выборах 1953 и 1958 поддержка генсека Компартии на выборах составила всего 8,7 % и 3,7 %.
Именем Тима Бака назван советский теплоход, до сих пор находящийся на балансе Мурманского пароходства.

## Награды
- орден Октябрьской Революции (05.01.1971)